# Francesca Scopelliti
Francesca Scopelliti (Nicotera, 20 gennaio 1951) è una giornalista e politica italiana.

## Biografia
Compagna di Enzo Tortora, lo segue nella sua adesione al Partito radicale di Marco Pannella, e dopo la morte di lui, ne continua la battaglia garantista.
Alle elezioni politiche del 1994 viene eletta al Senato con la Lista Pannella-Riformatori in Lombardia, candidata nel collegio uninominale di Milano 1 e recuperata nella quota proporzionale come migliore candidata uninominale perdente della sua lista nella regione. Nel 1996 viene rieletta al Senato, nelle Marche, per Forza Italia, fino al 2001. Diviene Segretario della Presidenza del Senato, vicepresidente della commissione speciale per l'infanzia e componente della commissione Giustizia.
Eletta consigliere comunale a Magliano in Toscana nel 2004, si dimette qualche mese dopo perché nominata assessore allo Sviluppo sostenibile del comune di Grosseto, dove resta in carica fino al 2006.
È presidente della Fondazione Internazionale per la Giustizia Enzo Tortora.
Nel luglio 2010 aderisce alla componente finiana di Generazione Italia e partecipa alla prima convention di Futuro e Libertà di Bastia Umbra. All'assemblea costituente di FLI del 13 febbraio 2011 è nominata nella segreteria nazionale del partito, fino allo scioglimento nel marzo 2013.
Il 12 novembre 2013 su Canale 5 a Matrix prende parte allo speciale Il caso Enzo Tortora.
Il 17 giugno del 2016 raccoglie in un volume le lettere che Tortora le inviò dal carcere: Enzo Tortora - Lettere a Francesca, questo il titolo del libro edito dalla Pacini e voluto dalla Fondazione per la giustizia Enzo Tortora e dall'Unione Camere Penali.
Nel 2018 aderisce al Partito Democratico, dove in vista delle primarie del PD del 2019 sostiene la mozione dell'ex radicale Roberto Giachetti, per rivendicare l'attività dei governi Renzi e Gentiloni, sul rilancio dell'ala moderata del partito, candidandosi all'Assemblea nazionale del Partito Democratico nella sua lista.